# Марк Зегерс
Марк Зегерс (нід. Mark Zegers, нар. 8 лютого 1977, Роттердам) — нідерландський футболіст, що грав на позиції воротаря.

## Клубна кар'єра
Народився 8 лютого 1977 року в місті Роттердам. Вихованець футбольної школи клубу «Ексельсіор» (Роттердам). Дорослу футбольну кар'єру розпочав 1995 року в основній команді того ж клубу, в якій провів п'ять сезонів, взявши участь у 30 матчах Ерстедивізі, другого дивізіону чемпіонату країни.
Протягом сезону 2000/01 років захищав кольори клубу «Фортуна» (Сіттард) у вищому дивізіоні, але зіграв лише 5 ігор у Ередивізі, тому 2001 оку повернувся у другий дивізіон, ставши гравцем клубу «Гелмонд Спорт». Відіграв за команду з Гелмонда наступні п'ять сезонів своєї ігрової кар'єри. Більшість часу, проведеного у складі «Гелмонд Спорт», був основним голкіпером команди, зігравши 136 ігор Ерстедивізі.
Згодом з 2006 по 2009 рік грав у складі інших команд другого дивізіону «Еммен» та «Омніворлд», після чого перейшов до аматорського клубу «Барендрехт», за який відіграв 5 сезонів. Завершив кар'єру футболіста виступами за команду «Барендрехт» у 2014 році.

## Виступи за збірну
Залучався до складу молодіжної збірної Нідерландів, з якою був учасником молодіжного чемпіонату Європи 2000 року, де зіграв в усіх трьох іграх, але нідерландці не вийшли з групи. Всього за молодіжку провів 18 матчів.